# Coupe arabe des nations de football 1992
Navigation
Jordanie 1988 Qatar 1998
La Coupe arabe des nations 1992 est la 6e édition de la Coupe arabe de football et compte également comme la 7e édition du tournoi de football des Jeux panarabes de 1992, organisé par la Syrie, dans 2 provinces d'Alep et de Damas.
L'Égypte a remporté son premier titre de la Coupe arabe et sa troisième médaille d'or des Jeux panarabes en battant l'Arabie saoudite en finale.

## Équipes participantes
- Syrie
- Koweït
- Égypte
- Arabie saoudite
- Jordanie
- Palestine

### L'absence de l'Irak
L'équipe la plus titrée et détentrice de la Coupe arabe avec quatre titres et médaillée d'or du tournoi de football des Jeux panarabes, l'Irak, champion en titre, interdit pour avoir joué dans la Coupe arabe en raison de la guerre du Golfe.

## Phase finale

### Phase de groupes
| Équipe   | J | V | N | D | BP | BC | Dif | Pts |
| -------- | - | - | - | - | -- | -- | --- | --- |
| Égypte   | 2 | 1 | 1 | 0 | 2  | 1  | +1  | 3   |
| Koweït   | 2 | 1 | 0 | 1 | 4  | 2  | +2  | 2   |
| Jordanie | 2 | 0 | 1 | 1 | 2  | 5  | −3  | 1   |

| 8 septembre 1992 | Égypte      | 1–1 | Jordanie  | Stade Hamadaniah, Alep |  |
|                  | Mansour 68e |     | Tadrus 6e |                        |  |

| 10 septembre 1992 | Koweït                                | 4–1 | Jordanie | Stade Hamadaniah, Alep |  |
|                   | Soliman · Al Saleh 54e ? · inconnue ? |     | Tadrus ? |                        |  |

| 12 septembre 1992 | Égypte      | 1–0 | Koweït | Stade Hamadaniah, Alep |
|                   | Mansour 40e |     |        |                        |

| Équipe          | J | V | N | D | BP | BC | Dif | Pts |
| --------------- | - | - | - | - | -- | -- | --- | --- |
| Arabie saoudite | 2 | 1 | 1 | 0 | 3  | 2  | +1  | 3   |
| Syrie (H)       | 2 | 0 | 2 | 0 | 1  | 1  | 0   | 2   |
| Palestine       | 2 | 0 | 1 | 1 | 1  | 2  | −1  | 1   |

(H) Pays hote
| 9 septembre 1992 | Syrie         | 1–1 | Arabie saoudite     | Stade Hamadaniah, Alep |  |
|                  | Kardaghli 78e |     | Abdullah 58e (pen.) |                        |  |

| 11 septembre 1992 | Syrie | 0–0 | Arabie saoudite | Stade Hamadaniah, Alep |  |
|                   |       |     |                 |                        |  |

| 13 septembre 1992 | Arabie saoudite               | 2–1 | Palestine | Stade Hamadaniah, Alep |  |
|                   | Al-Bishi 54e · Al-Owairan 57e |     | inconnue  |                        |  |

### Phase à élimination directe
|  | Demi-finale         | Demi-finale         |                        |   | Finale              | Finale              |
|  | Demi-finale         | Demi-finale         |                        |   | Finale              | Finale              |
|  |                     |                     |                        |   |                     |                     |
|  | 15 septembre / Alep | 15 septembre / Alep |                        |   | 17 septembre / Alep | 17 septembre / Alep |
|  | 15 septembre / Alep | 15 septembre / Alep |                        |   | 17 septembre / Alep | 17 septembre / Alep |
|  | Égypte              | 0 tab (4)           |                        |   | 17 septembre / Alep | 17 septembre / Alep |
|  | Égypte              | 0 tab (4)           |                        |   | 17 septembre / Alep | 17 septembre / Alep |
|  | Syrie               | 0 (3)               |                        |   | 17 septembre / Alep | 17 septembre / Alep |
|  | Syrie               | 0 (3)               | Égypte                 | 3 |                     |                     |
|  | 15 septembre / Alep |                     | Égypte                 | 3 |                     |                     |
|  |                     | Arabie saoudite     | 2                      |   |                     |                     |
|  | Arabie saoudite     | Arabie saoudite     | 2                      | 2 |                     |                     |
|  | Arabie saoudite     |                     |                        | 2 |                     |                     |
|  | Koweït              | 0                   |                        |   |                     |                     |
|  | Koweït              | 0                   | Match pour la 3e place |   |                     |                     |
|  |                     |                     |                        |   |                     |                     |
|  | 17 septembre / Alep |                     |                        |   |                     |                     |
|  |                     |                     |                        |   |                     |                     |
|  | Koweït              | 2                   |                        |   |                     |                     |
|  | Koweït              | 2                   |                        |   |                     |                     |
|  | Syrie               | 1                   |                        |   |                     |                     |
|  | Syrie               | 1                   |                        |   |                     |                     |

#### Demi finales
| 15 septembre 1992 | Égypte          | 0–0 | Syrie | Stade Hamadaniah, Alep |  |
|                   |                 |     |       |                        |  |
|                   | Tirs au but 4–3 |     |       |                        |  |

| 15 septembre 1992 | Arabie saoudite                | 2–0 | Koweït | Stade Hamadaniah, Alep |
|                   | Al-Muwallid 38e · Al-Jaber 87e |     |        |                        |

#### Match pour la troisième place
| 17 septembre 1992 | Koweït            | 2–1 | Syrie    | Stade Hamadaniah, Alep |  |
|                   | Al-Flayah 11e 51e |     | inconnue |                        |  |

#### Finale
| 17 septembre 1992 | Égypte                                           | 3–2 | Arabie saoudite              | Stade Hamadaniah, Alep  |                         |
| 17:00 UTC+2       | El Sheshini 4e (pen.) · El Kass 26e · Hassan 85e |     | Al-Roomi 9e · Al-Owairan 73e | Arbitrage : Nizar Watti | Arbitrage : Nizar Watti |

## Vainqueur
| Vainqueur de la Coupe arabe des nations et Football aux Jeux panarabes 1992 Égypte 1er titre Coupe Arabe 3e titre Jeux panarabes |

## Résumé par équipe
| Place | Équipe          | Matchs | Victoires | Nuls | Défaites | BP | BC | Diff. |
| ----- | --------------- | ------ | --------- | ---- | -------- | -- | -- | ----- |
| 1     | Égypte          | 4      | 2         | 2    | 0        | 5  | 3  | +2    |
| 2     | Arabie saoudite | 4      | 2         | 1    | 1        | 7  | 5  | +2    |
| 3     | Koweït          | 4      | 2         | 0    | 2        | 6  | 5  | +1    |
| 4     | Syrie (H)       | 4      | 0         | 3    | 1        | 2  | 3  | −1    |
| 5     | Palestine       | 2      | 0         | 1    | 1        | 1  | 2  | −1    |
| 6     | Jordanie        | 2      | 0         | 1    | 1        | 2  | 5  | −3    |

(H) Pays hote